# Rafael Kubelík
Rafael Jeroným Kubelík, né le 29 juin 1914 à Bychory, près de Prague et mort le 11 août 1996 à Kastanienbaum, Canton de Lucerne, est un chef d'orchestre tchèque, naturalisé suisse en 1967.

## Biographie
Né en Autriche-Hongrie le lendemain de l'attentat de Sarajevo, il est l'un des huit enfants du violoniste Jan Kubelík et de la comtesse hongroise Marianne Csáky-Szèll, nièce de Kálmán Széll, ministre des Finances puis Premier ministre de Hongrie. La famille est établie en Silésie sur les terres maternelles.
Le jeune Rafael assiste à l'âge de 14 ans aux obsèques de Leoš Janáček, musicien qui l'influencera profondément par la suite. Il étudie au conservatoire de Prague. Il donne son premier concert avec l'Orchestre philharmonique tchèque le 24 juin 1937. Il est nommé directeur du théâtre national de Brno, puis, en 1942, directeur musical à la Philharmonie tchèque, succédant à Vaclav Talich. À l'arrivée des communistes, il s'exile en 1948 en Angleterre, puis aux États-Unis. Il devient alors directeur musical de l'Orchestre symphonique de Chicago. Son attachement à la musique de son temps lui vaut d'être la cible régulière de Claudia Cassidy, critique locale. Quittant Chicago au bout de quelques années, il succède à Karl Rankl en qualité de directeur musical de Covent Garden, et en 1957 dirige et enregistre en première mondiale Les Troyens d'Hector Berlioz. Victime d'une campagne de dénigrement des chefs étrangers au sein de la maison, il décide de démissionner.
Il est nommé, à partir de 1961, directeur musical de l'Orchestre symphonique de la Radiodiffusion bavaroise, poste qu'il occupera pendant près de 20 ans. En 1967, il est naturalisé suisse. Il dirige également régulièrement l'Orchestre du Concertgebouw d'Amsterdam, l'Orchestre philharmonique d'Israël, l'Orchestre philharmonique de Vienne ainsi que l'Orchestre philharmonique de Berlin. Après la chute du rideau de fer, il dirige en 1990 le concert d'ouverture du Festival du Printemps de Prague. À cette occasion, il retrouve l'Orchestre philharmonique tchèque qui le nomme chef honoraire après quarante-huit ans d'absence. En novembre 1991, il les dirige pour la dernière fois lors d'une mémorable tournée au Japon. En 1994, il doit arrêter la direction d'orchestre à la suite de graves ennuis de santé et s'en retire. Il meurt d'une insuffisance cardiaque le 12 août 1996, à l'âge de 82 ans. Il est incinéré. Ces cendres ont inhumé dans le caveau familial aux côtés de son père à Prague au cimetière d'Okres.

## Répertoire
Son répertoire s'étend de Jean-Sébastien Bach aux contemporains, avec une prédilection pour la musique tchèque : Antonín Dvořák, Bedřich Smetana, Leoš Janáček, ainsi que Bohuslav Martinů dont il crée plusieurs œuvres. Ses enregistrements les plus marquants sont ceux réalisés avec l'orchestre philharmonique tchèque et avec l'orchestre de la radio bavaroise. Il a également réalisé une intégrale des neuf symphonies de Beethoven pour Deutsche Grammophon avec neuf orchestres différents.
C'est un des chefs d'orchestre à l'origine de la redécouverte de l'opéra Les Troyens de Berlioz, qu'il présenta dans toute l'Europe en plusieurs langues.

## Compositeur
L'activité de Kubelik comme compositeur est beaucoup moins connue, même si elle n'est pas négligeable quantitativement : cinq opéras, deux symphonies, cinq concertos — pour piano, pour violon… —, plusieurs pièces de musique religieuse, ainsi que de la musique de chambre.